# سیارک ۶۲۶۶
سیارک ۶۲۶۶ (به انگلیسی: 6266 Letzel، نامگذاری:1986TB3) شش هزار و دویست و شصت و ششمین سیارک کشف شده‌است که در ۴ اکتبر ۱۹۸۶ کشف شد.
قدر مطلق سیارک برابر ۱۳٫۵۰ است.